# Volkswagen Ecoracer

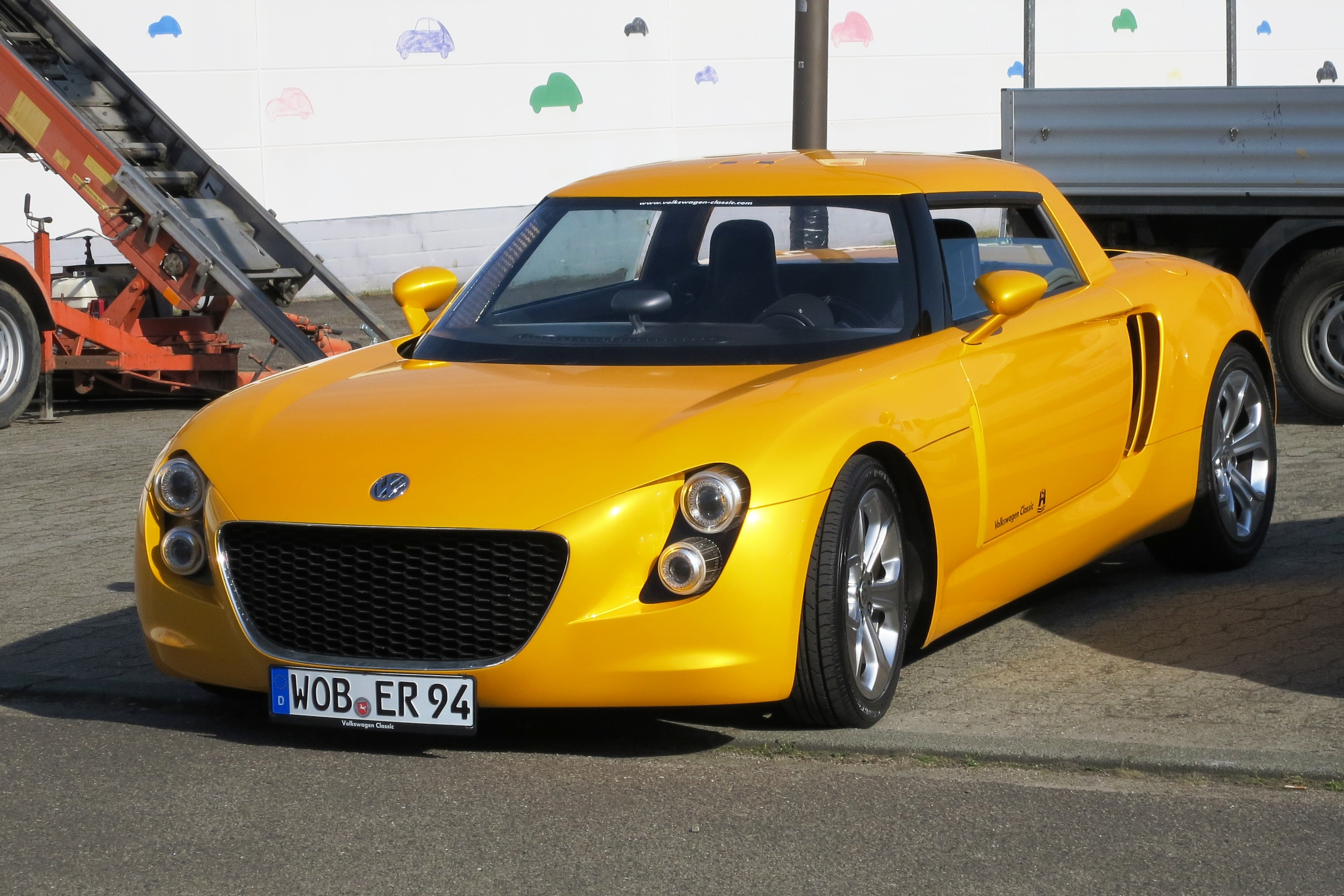
VW ECORACER

La Volkswage Ecoracer est un concept-car de la marque automobile Volkswagen. Elle pèse 850 kilos, une carrosserie en carbone ainsi qu'un moteur turbo-diesel 1.5 de 136 ch. Sa consommation est de 3,4 l/100km pour une vitesse allant jusqu'à 230km/h.